# Александар Аца Деспотовић
Александар Аца Деспотовић (Косовска Митровица, 17. април 1933 – Ла Шеврери, Швајцарска 28. јануар 2009) био је песник и организатор културног живота у Косовској Митровици.

## Биографија
Родио се у Косовској Митровици, у којој је завршио основну школу и Српску државну гимназију, а у Пећи средњу економску школу. Цео радни век провео је у „Трепчи“ радећи на финансијским пословима. Један је од организатора културног живота у Косовској Митровици. Почетком шездесетих година (1962) с албанским песником Тефиком Бехрамијем основао је Књижевни клуб „Трепча“ који је окупљао све књижевне ствараоце у граду на Ибру. Био је његов дугогодишњи председник. Из тог клуба су потекли потоњи српски књижевни ствараоци северног Косова. Потом је иницијатор и творац Сусрета песника радника у Косовској Митровици. Бавио се и режијом у драмским секцијама културно-уметничких друштава. Превођен је на мађарски, македонски, албански и турски језик и заступљен у изборима српске поезије. 
Културни центар "Драгица Жарковић" у Косовској Митровици, 2012. године, покренуо је манифестацију Песнички сусрети "Александар Аца Деспотовић", у оквиру обновљеног Сабора културног стваралаштва Србије, који се у овом граду одржава уочи Видовдана сваке године.
Умро је у месту Ла Шеврери, у Швајцарској, а сахрањен на београдском гробљу Орловача 2009. године.

## Књиге песама
- Жубор времена, Јединство, Приштина, 1969,
- Привремено мртав, Јединство, Приштина, 1973,
- Зелена јутра, Јединство, Приштина, 1977,
- Светопоље, Јединство, Приштина, 1989,
- Светопољу молитва, Јединство, Приштина, 1991,
- Зашто Светопоље крије своје око, Јединство, Приштина, 1994,
- Лемброна, Нови свет, Приштина, 1995,
- Аманети оца Јована, Нови свет, Приштина, 1998,
- Векови израсли из корена, Градска библиотека, Косовска Митровица, 2000,
- Мали православни појмовник, Градска библиотека "Вук Караџић", Косовска Митровица, 2001,
- Харитон, Дом културе "Свети Сава" Исток, Лепосавић, 2003,

## Изабране песме
- Светопоље, Дом културе "Свети Сава" Исток - Лестве, Косовска Митровица, 2012.

## Роман
- Кад су цвале неизмишљене руже, Градска библиотека "Вук Караџић", Косовска Митровица, 2008.

## Награде
- Орден рада са сребрним венцем,
- Награда „Силвија Томазини“, 1970,
- Новембарска награда града Митровице, 1974.
- Награда Лазар Вучковић, 1989,
- Награда Перо деспота Стефана Лазаревића, 1993,